# James Arnold Taylor
James Arnold Taylor, född 22 juli 1969 i Santa Barbara, Kalifornien, USA, är en amerikansk röstskådespelare som gjort rösten till Obi-Wan Kenobi  i flera Star Wars TV-serier till exempel Star Wars: Clone Wars (2003-2005), Star Wars: The Clone Wars filmen (2008) samt TV-serien (2008-2014).